# Pandemia di COVID-19 in Sudan
Il primo caso della pandemia di COVID-19 in Sudan è stato confermato il 13 marzo 2020.

## Antefatti
Il 12 gennaio 2020, l'Organizzazione mondiale della sanità (OMS) ha confermato che un nuovo coronavirus era la causa di una nuova infezione polmonare che aveva colpito diversi abitanti della città di Wuhan, nella provincia cinese dell'Hubei, il cui caso era stato portato all'attenzione dell'OMS il 31 dicembre 2019.
Sebbene nel tempo il tasso di mortalità della COVID-19 si sia rivelato decisamente più basso di quello dell'epidemia di SARS che aveva imperversato nel 2003, la trasmissione del virus SARS-CoV-2, alla base della COVID-19, è risultata essere molto più ampia di quella del precedente virus del 2003, e ha portato a un numero totale di morti molto più elevato.
Il 5 maggio 2023, l'Organizzazione mondiale della sanità dichiara ufficialmente la fine della pandemia.

## Cronologia

### Marzo
Il 13 marzo, il Sudan ha riportato il suo primo caso di nuovo coronavirus a Khartum, si trattava di un uomo che è morto il 12 marzo 2020 e che aveva visitato gli Emirati Arabi Uniti nella prima settimana di marzo.

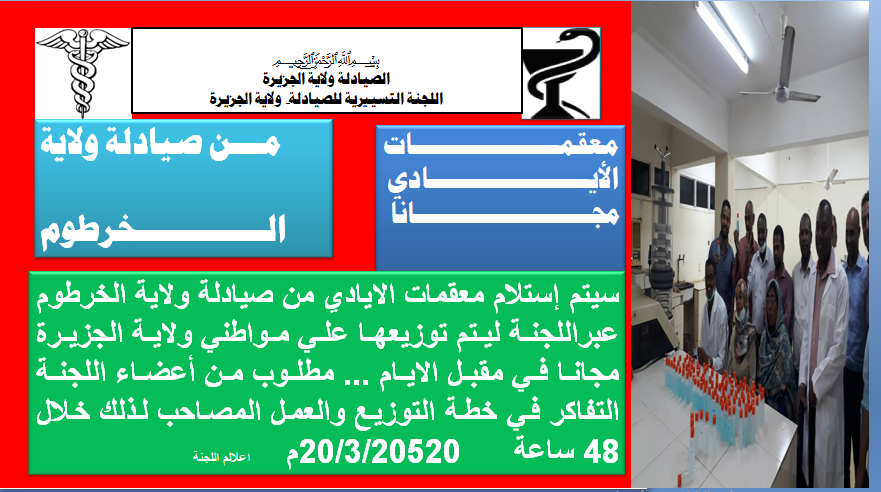
Informazioni sulla COVID-19 nel paese

Il Sudan ha smesso di rilasciare visti e voli per otto paesi, tra cui l'Italia e il vicino Egitto, a causa dei timori della pandemia di COVID-19.

### Maggio
Il 29 maggio, è stata segnalata un'ondata di morti segnalati nel Nord Darfur e ha sollevato il timore di un grave scoppio nella regione, anche se i test rimangono scarsi.